# Lotti Ringström
Liselott (Lotti) Ringström, född 8 januari 1942 i Katrineholm, är en svensk konstnär.
Ringström, som är dotter till civilingenjör Ingmar Ringström och Britta Viotti, avlade studentexamen 1961, studerade vid Kungliga Konsthögskolan 1967–1972 och har därefter varit verksam som målare. Hon utförde en väggmålning på Kvarnbacka skola i Kista 1978, en skulptur i bostadsområdet Kamelen i Katrineholm 1986 och var svensk representant på Östersjöbiennalen i Rostock 1987. Hon har hållit separatutställningar i Stockholm, Göteborg, Katrineholm och Paris. Hon är representerad vid Statens konstråd, Moderna museet i Stockholm, Göteborgs konstmuseum, Eskilstuna museum och Linköpings museum. 
Efter att varit sambo med konstnären Ingemar Nygren ingick Ringström 1986 äktenskap med konstnären Curt Asker.